# تاتسومی اییدا
تاتسومی اییدا (انگلیسی: Tatsumi Iida؛ زادهٔ ۲۲ ژوئیهٔ ۱۹۸۵) بازیکن فوتبال اهل ژاپن است.
از باشگاه‌هایی که در آن بازی کرده‌است می‌توان به باشگاه ورزشی توچیگی، و باشگاه ورزشی توچیگی، اشاره کرد.